# Iwan Banseruk
Iwan Mykolajowytsch Banseruk (ukrainisch Іван Миколайович Банзерук, engl. Transkription Ivan Mykolaiyovych Banzeruk; * 9. Februar 1990 in Luzk) ist ein ukrainischer Geher.

## Sportliche Laufbahn
Iwan Banseruk nahm zum ersten Mal im Jahr 2010 bei den Ukrainischen Meisterschaften teil und belegte im Wettkampf über 50 km den elften Platz. Zwei Jahre später steigerte er sich auf eine Zeit von 3:56:11 h und gewann damit die Bronzemedaille bei den gleichen Meisterschaften. 2013 steigerte er sich auf 3:47:35 h und war damit für die Weltmeisterschaften im August qualifiziert, bei denen er im August in Moskau an den Start ging. Dort wurde er im Laufe des Wettkampfes disqualifiziert. 2914 qualifizierte er sich für die Europameisterschaften in Zürich. Dabei benötigte er für die 50 km eine Zeit von 3:44:49 h, die seitdem seine persönliche Bestzeit sind. Damit verpasste er als Vierter nur knapp die Medaillenränge. 2015 nahm Banseruk über 20 km bei der Universiade in Gwangju an und erreichte als Zwölfter das Ziel. Später im August trat er dann wieder auf seiner Paradestrecke bei den Weltmeisterschaften in Peking an und belegte bei seiner zweiten WM-Teilnahme den 15. Platz. 2016 war Banseruk für die Olympischen Spiele in Rio de Janeiro qualifiziert. Mit einer Zeit von 4:11:51 h erreichte er als 39. das Ziel.
2017 nahm Banseruk in Taipeh erneut bei der Universiade teil und belegte diesmal den 14. Platz über 20 km. Im August trat er in London zum dritten Mal bei den Weltmeisterschaften an, bei denen er auf dem 18. Rang das Ziel erreichte. 2018 gewann er im März die Bronzemedaille über 20 km bei den Ukrainischen Meisterschaften. Im August trat er, zum zweiten Mal nach 2014, bei den Europameisterschaften in Berlin an, bei denen er den 16. Platz belegte. 2019 wurde er Ukrainischer Vizemeister über 35 km. Anfang Oktober trat er in Doha erneut bei den Weltmeisterschaften an, konnte den Wettkampf über 50 km allerdings nicht beenden. 2021 qualifizierte sich Banseruk im Rahmen der Geher-Team-Europameisterschaften in Tschechien, mit einer Zeit von 3:53:51 h für die Olympischen Spiele in Tokio, konnte den Wettkampf dort allerdings nicht beenden. Ein Jahr später trat er im August bei den Europameisterschaften in München über die 35-km-Distanz an. Es war sein erst zweiter Wettkampf des Jahres überhaupt. Im Ziel belegte er den 13. Platz. 2023 trat er in Budapest zum ersten Mal bei Weltmeisterschaften über 35 km an, konnte den Wettkampf allerdings nicht beenden.

## Wichtige Wettbewerbe
| Jahr                | Veranstaltung         | Ort                 | Platz               | Disziplin           | Zeit                |
| Startet für Ukraine | Startet für Ukraine   | Startet für Ukraine | Startet für Ukraine | Startet für Ukraine | Startet für Ukraine |
| ------------------- | --------------------- | ------------------- | ------------------- | ------------------- | ------------------- |
| 2013                | Weltmeisterschaften   | Moskau              |                     | 50 km Gehen         | DSQ                 |
| 2014                | Europameisterschaften | Zürich              | 4.                  | 50 km Gehen         | 3:44:49 h           |
| 2015                | Universiade           | Gwangju             | 12.                 | 20 km Gehen         | 1:28:01 h           |
| 2015                | Weltmeisterschaften   | Peking              | 15.                 | 50 km Gehen         | 3:52:15 h           |
| 2016                | Olympische Spiele     | Rio de Janeiro      | 39.                 | 50 km Gehen         | 4:11:51 h           |
| 2017                | Universiade           | Taipeh              | 14.                 | 20 km Gehen         | 1:36:43 h           |
| 2017                | Weltmeisterschaften   | London              | 18.                 | 50 km Gehen         | 3:49:49 h           |
| 2018                | Europameisterschaften | Berlin              | 16.                 | 50 km Gehen         | 4:00:57 h           |
| 2019                | Weltmeisterschaften   | Doha                |                     | 50 km Gehen         | DSQ                 |
| 2021                | Olympische Spiele     | Tokio               |                     | 50 km Gehen         | DNF                 |
| 2022                | Europameisterschaften | München             | 13.                 | 35 km Gehen         | 2:39:34 h           |
| 2023                | Weltmeisterschaften   | Budapest            |                     | 35 km Gehen         | DNF                 |

## Persönliche Bestleistungen
Freiluft
- 5000-m-Gehen: 19:39,05 min, 3. Juni 2014, Kiew
- 10-km-Gehen: 40:01 min, 28. Juni 2015, Luzk
- 20-km-Gehen: 1:21:25 h, 10. März 2018, Luzk
- 35-km-Gehen: 2:30:58 h, 28. Februar 2014, Aluschta
- 50-km-Gehen: 3:44:49 h, 15. August 2014, Zürich

Halle
- 5000-m-Bahngehen: 19:38,41 min, 27. Januar 2015, Saporischschja
- 10.000-m-Bahngehen: 41:13,92 min, 24. Dezember 2014, Sumy